# Mariano Soso
Mariano Andrés Soso (Rosario, Argentina, 30 de abril de 1981) es un entrenador argentino. Actualmente dirige a Defensa y Justicia.

## Trayectoria
Se inició desarrollando la tarea de formador en las estructuras del fútbol joven de Newell's Old Boys de Rosario. Luego acompañó al entrenador argentino Claudio Vivas (ayudante de campo por más de una década del entrenador argentino Marcelo Bielsa) en Club Estudiantes de La Plata, posteriormente al Atlas de Guadalajara. Soso fue acompañante de Vivas en Argentinos Juniors durante el primer semestre del año 2009 cuando Vivas debutó como entrenador. El segundo semestre del mismo año lo encuentra a Soso en la labor de asistente técnico de Javier Luis Torrente, director técnico de Libertad de Paraguay. Soso seguiría colaborando con Torrente en su posterior paso por Cerro Porteño, Newell's Old Boys y Nacional en las temporadas 2010-2011.
En el año 2012 incursiona en el fútbol chileno acompañando al entrenador Hernán Lisi en Unión Temuco tras el ofrecimiento de Marcelo Salas, actual presidente del club, para conducir el destino deportivo de la institución.
En el 2013, Soso se reencuentra con Vivas, un viejo conocido; para acompañar el interinato del entrenador argentino en Sporting Cristal a la espera de la llegada del entrenador contratado para la temporada 2014 Daniel Ahmed. Mariano Soso junto a Ahmed obtiene el Campeonato Clausura 2014 consagrando la temporada con la conquista del título nacional del fútbol peruano.
En 2015, Soso se vincula al Real Garcilaso de Cuzco, iniciando su carrera como entrenador firmando contrato por un año. Debido al buen rendimiento del equipo refrendado por históricas victorias de visitante ante dos grandes del fútbol peruano con un 1-4 ante Universitario de Deportes en el estadio Monumental y un 0-1 a Alianza Lima en el estado Alejandro Villanueva, la dirigencia del club decidió ofrecerle ampliar su vínculo hasta 2017, sin obtener a la sazón respuesta oficial del entrenador. En la antepenúltima fecha de la Copa Movistar 2015, Real Garcilaso perdió en condición de local frente a Sporting Cristal (institución que manifestó interés por Soso durante toda la temporada). Posteriormente a este resultado y como consecuencia de la reducción de posibilidades de acceder al título se dio a conocer la salida del entrenador.
El lunes 4 de enero de 2016 es presentado como entrenador principal del Club Sporting Cristal en la ciudad de Lima, firmando contrato por 2 años.En agosto de 2016, con 52 unidades y luego de una buena campaña, corona al equipo como ganador del Torneo Clausura 2016 clasificándolo a la fase de liguillas y a la Copa Sudamericana 2017. El 18 de diciembre de 2016, Sporting Cristal enfrenta a Foot Ball Club Melgar en la final de vuelta donde, tras un empate sin goles, obtiene la estrella número 18 para la institución, ya que previamente habían empatado 1-1 en la ida, por lo que Cristal obtiene el campeonato debido al gol de visitante.
El 26 de junio de 2017 es presentado como entrenador del primer equipo de Gimnasia y Esgrima La Plata comenzando así con los trabajos de pretemporada de cara al torneo de primera división Argentina llamado Superliga Argentina 2017-2018.Luego de un semestre irregular (7 perdidos, 4 empatados y 3 ganados) y ante la negativa de la comisión directiva de Gimnasia y Esgrima La Plata de contratar refuerzos por falta de fondos, el 28 de diciembre de 2017 se da a conocer el alejamiento de Mariano Soso de la institución platense.
Tras haber estado la primera parte del 2018 sin equipo, y por la salida del Director Técnico Uruguayo Alfredo Arias de Club Sport Emelec, es contratado el 22 de mayo de 2018 por ser del gusto de la dirigencia quienes creen firmemente en él. En diciembre de 2018 tras ganar el segundo torneo que se disputa por el Campeonato Ecuatoriano de Fútbol Serie A accede a la final anual, quedando como subcampeón tras enfrentar a LDU. Obteniendo la clasificación directa a fase de grupos de Copa Libertadores 2019.
En 2019 retornó a dirigir en la Argentina, pasando primero por Defensa y Justicia y luego, en 2020, tomando el puesto en San Lorenzo. El rosarino dejó al "Ciclón" luego de dirigir 11 partidos, registrando 4 triunfos, 4 empates y 3 derrotas.
El 22 de diciembre de 2021, Soso fue presentado oficialmente como el nuevo entrenador del Club Deportivo O'Higgins de la primera división de Chile. Su debut con el equipo de Rancagua llegó el 4 de febrero de 2022, en la primera fecha del Campeonato Nacional 2022, donde los celestes se impusieron por 3 a 0 a Deportes La Serena en el estadio El Teniente. El 7 de noviembre de 2022, abandonó el club de mutuo acuerdo.
En marzo de 2023, fue oficializado como nuevo entrenador del FBC Melgar, reemplazando a Pablo Lavallén.En noviembre del mismo año, dejó su cargo de mutuo acuerdo con el club.
El 5 de diciembre de 2023, Soso fue confirmado como entrenador del Sport Recife y firmó por 12 meses.El 7 de abril de 2024, obtuvo el Campeonato Pernambucano luego de vencer al Náutico en la final.El 25 de julio, fue relevado de sus funciones por decisión de la directiva del club.
El 7 de agosto de 2024, Soso asumió al frente de Alianza Lima.El 22 de noviembre, el club anunció su salida de "mutuo acuerdo" después de la finalización de la temporada.
El 25 de noviembre de 2024, fue presentado como técnico de Newell's Old Boys.No obstante, el 17 de febrero de 2025, fue relevado de sus funciones tras un mal comienzo en la temporada.
En junio de 2025, comenzó su segunda etapa como entrenador de Defensa y Justicia.

## Estadísticas como entrenador
| Equipo                       | Div.                | Temporada           | Liga | Liga | Liga | Liga | Liga |    | Copa | Copa | Copa | Copa |   | Internacional | Internacional | Internacional | Internacional | Internacional |   | Otros | Otros | Otros | Otros |    | Totales     | Totales | Totales | Totales | Totales | Totales | Totales | Totales | Totales |
| Equipo                       | Div.                | Temporada           | PD   | G    | E    | P    | Pos. | PD | G    | E    | P    | PD   | G | E             | P             | Pos.          | PD            | G             | E | P     | PD    | G     | E     | P  | Rendimiento | GF      | GC      | Dif.    | Ptos.   |         |         |         |         |
| ---------------------------- | ------------------- | ------------------- | ---- | ---- | ---- | ---- | ---- | -- | ---- | ---- | ---- | ---- | - | ------------- | ------------- | ------------- | ------------- | ------------- | - | ----- | ----- | ----- | ----- | -- | ----------- | ------- | ------- | ------- | ------- | ------- | ------- | ------- | ------- |
| Real Garcilaso · Perú        | 1.ª                 | 2015                | 14   | 7    | 3    | 4    | Inc. | 11 | 8    | 1    | 2    | -    | - | -             | -             | -             | -             | -             | - | -     | 25    | 15    | 4     | 6  | 65.33%      | 40      | 29      | +11     | 49      |         |         |         |         |
| Real Garcilaso · Perú        | Total               | Total               | 20   | 7    | 3    | 10   | -    | 11 | 8    | 1    | 2    | -    | - | -             | -             | -             | -             | -             | - | -     | 25    | 15    | 4     | 6  | 65.33%      | 40      | 29      | +11     | 49      |         |         |         |         |
| Sporting Cristal · Perú      | 1.ª                 | 2016                | 48   | 22   | 14   | 12   | 1.º  | -  | -    | -    | -    | 6    | 1 | 1             | 4             | FG            | -             | -             | - | -     | 54    | 23    | 15    | 16 | 51.85%      | 81      | 65      | +16     | 84      |         |         |         |         |
| Sporting Cristal · Perú      | Total               | Total               | 45   | 5    | 20   | 20   | -    | -  | -    | -    | -    | 6    | 1 | 1             | 4             | -             | -             | -             | - | -     | 54    | 23    | 15    | 16 | 51.85%      | 81      | 65      | +16     | 84      |         |         |         |         |
| Gimnasia (LP) Argentina      | 1.ª                 | 2017-18             | 12   | 4    | 1    | 7    | Inc. | -  | -    | -    | -    | -    | - | -             | -             | -             | -             | -             | - | -     | 12    | 4     | 1     | 7  | 36.11%      | 16      | 22      | -6      | 13      |         |         |         |         |
| Gimnasia (LP) Argentina      | Total               | Total               | 12   | 4    | 1    | 7    | -    | -  | -    | -    | -    | -    | - | -             | -             | -             | -             | -             | - | -     | 12    | 4     | 1     | 7  | 36.11%      | 16      | 22      | -6      | 13      |         |         |         |         |
| Emelec · Ecuador             | 1.ª                 | 2018                | 31   | 15   | 8    | 8    | 2.º  | -  | -    | -    | -    | -    | - | -             | -             | -             | -             | -             | - | -     | 31    | 15    | 8     | 8  | 56.99%      | 47      | 28      | +19     | 53      |         |         |         |         |
| Emelec · Ecuador             | 1.ª                 | 2019                | 9    | 4    | 1    | 4    | Inc. | -  | -    | -    | -    | 4    | 0 | 3             | 1             | Inc.          | -             | -             | - | -     | 13    | 4     | 4     | 5  | 41.03%      | 9       | 9       | 0       | 16      |         |         |         |         |
| Emelec · Ecuador             | Total               | Total               | 40   | 19   | 9    | 12   | -    | -  | -    | -    | -    | 4    | 0 | 3             | 1             | -             | -             | -             | - | -     | 44    | 19    | 12    | 13 | 52.27%      | 56      | 37      | +19     | 69      |         |         |         |         |
| Defensa y Justicia Argentina | 1.ª                 | 2019-20             | 16   | 6    | 3    | 7    | Inc. | 2  | 0    | 1    | 1    | -    | - | -             | -             | -             | -             | -             | - | -     | 18    | 6     | 4     | 8  | 40.74%      | 14      | 16      | -2      | 22      |         |         |         |         |
| San Lorenzo Argentina        | 1.ª                 | 2020                | -    | -    | -    | -    | -    | 11 | 4    | 4    | 3    | -    | - | -             | -             | -             | -             | -             | - | -     | 11    | 4     | 4     | 3  | 48.48%      | 15      | 12      | +3      | 16      |         |         |         |         |
| San Lorenzo Argentina        | Total               | Total               | -    | -    | -    | -    | -    | 11 | 4    | 4    | 3    | -    | - | -             | -             | -             | -             | -             | - | -     | 11    | 4     | 4     | 3  | 48.48%      | 15      | 12      | +3      | 16      |         |         |         |         |
| O'Higgins · Chile            | 1.ª                 | 2022                | 30   | 11   | 11   | 8    | 8.º  | 4  | 1    | 0    | 3    | -    | - | -             | -             | -             | -             | -             | - | -     | 34    | 12    | 11    | 11 | 46.07%      | 34      | 36      | -2      | 47      |         |         |         |         |
| O'Higgins · Chile            | Total               | Total               | 30   | 11   | 11   | 8    | -    | 4  | 1    | 0    | 3    | -    | - | -             | -             | -             | -             | -             | - | -     | 34    | 12    | 11    | 11 | 46.07%      | 34      | 36      | -2      | 47      |         |         |         |         |
| Melgar · Perú                | 1.ª                 | 2023                | 32   | 17   | 12   | 3    | 4.º  | -  | -    | -    | -    | 6    | 1 | 1             | 4             | FG            | -             | -             | - | -     | 38    | 18    | 13    | 7  | 58.77%      | 64      | 41      | +23     | 67      |         |         |         |         |
| Melgar · Perú                | Total               | Total               | 32   | 17   | 12   | 3    | -    | -  | -    | -    | -    | 6    | 1 | 1             | 4             | -             | -             | -             | - | -     | 38    | 18    | 13    | 7  | 58.77%      | 64      | 41      | +23     | 67      |         |         |         |         |
| Sport Recife · Brasil        | 2.ª                 | 2024                | 15   | 7    | 4    | 4    | Inc. | 26 | 18   | 3    | 5    | -    | - | -             | -             | -             | -             | -             | - | -     | 41    | 25    | 7     | 9  | 66.67%      | 60      | 38      | +22     | 82      |         |         |         |         |
| Sport Recife · Brasil        | Total               | Total               | 15   | 7    | 4    | 4    | -    | 26 | 18   | 3    | 5    | -    | - | -             | -             | -             | -             | -             | - | -     | 41    | 25    | 7     | 9  | 66.67%      | 60      | 38      | +22     | 82      |         |         |         |         |
| Alianza Lima · Perú          | 1.ª                 | 2024                | 12   | 7    | 3    | 2    | 4.º  | -  | -    | -    | -    | -    | - | -             | -             | -             | -             | -             | - | -     | 12    | 7     | 3     | 2  | 66.66%      | 15      | 6       | +9      | 24      |         |         |         |         |
| Alianza Lima · Perú          | Total               | Total               | 12   | 7    | 3    | 2    | -    | -  | -    | -    | -    | -    | - | -             | -             | -             | -             | -             | - | -     | 12    | 7     | 3     | 2  | 66.66%      | 15      | 6       | +9      | 24      |         |         |         |         |
| Newell's Old Boys Argentina  | 1.ª                 | 2024                | 3    | 1    | 1    | 1    | 25.º | -  | -    | -    | -    | -    | - | -             | -             | -             | -             | -             | - | -     | 3     | 1     | 1     | 1  | 44.44%      | 3       | 2       | +1      | 4       |         |         |         |         |
| Newell's Old Boys Argentina  | 1.ª                 | 2025                | 6    | 1    | 0    | 5    | Inc. | -  | -    | -    | -    | -    | - | -             | -             | -             | -             | -             | - | -     | 6     | 1     | 0     | 5  | 16.67%      | 2       | 9       | -7      | 3       |         |         |         |         |
| Newell's Old Boys Argentina  | Total               | Total               | 9    | 2    | 1    | 6    | -    | -  | -    | -    | -    | -    | - | -             | -             | -             | -             | -             | - | -     | 9     | 2     | 1     | 6  | 25.92%      | 5       | 11      | -6      | 7       |         |         |         |         |
| Defensa y Justicia Argentina | 1.ª                 | 2025-C              | 5    | 2    | 2    | 1    | -    | -  | -    | -    | -    | -    | - | -             | -             | -             | -             | -             | - | -     | 5     | 2     | 2     | 1  | 53.33%      | 5       | 3       | +2      | 8       |         |         |         |         |
| Defensa y Justicia Argentina | Total               | Total               | 21   | 8    | 5    | 8    | -    | 2  | 0    | 1    | 1    | -    | - | -             | -             | -             | -             | -             | - | -     | 23    | 8     | 6     | 9  | 43.48%      | 19      | 19      | +0      | 30      |         |         |         |         |
| Total en su carrera          | Total en su carrera | Total en su carrera | 233  | 104  | 63   | 66   | -    | 55 | 32   | 9    | 14   | 16   | 2 | 5             | 9             | -             | 14            | 10            | 1 | 3     | 318   | 148   | 78    | 92 | 54.72%      | 405     | 316     | +89     | 522     |         |         |         |         |
| 1. 2.                        |                     |                     |      |      |      |      |      |    |      |      |      |      |   |               |               |               |               |               |   |       |       |       |       |    |             |         |         |         |         |         |         |         |         |

## Palmarés

### Como entrenador

#### Campeonatos regionales
| Título                  | Equipo       | Estado     | Año  |
| ----------------------- | ------------ | ---------- | ---- |
| Campeonato Pernambucano | Sport Recife | Pernambuco | 2024 |

#### Campeonatos nacionales
| Título           | Equipo           | País | Año  |
| ---------------- | ---------------- | ---- | ---- |
| Primera división | Sporting Cristal | Perú | 2016 |